# Cadeia Ralik

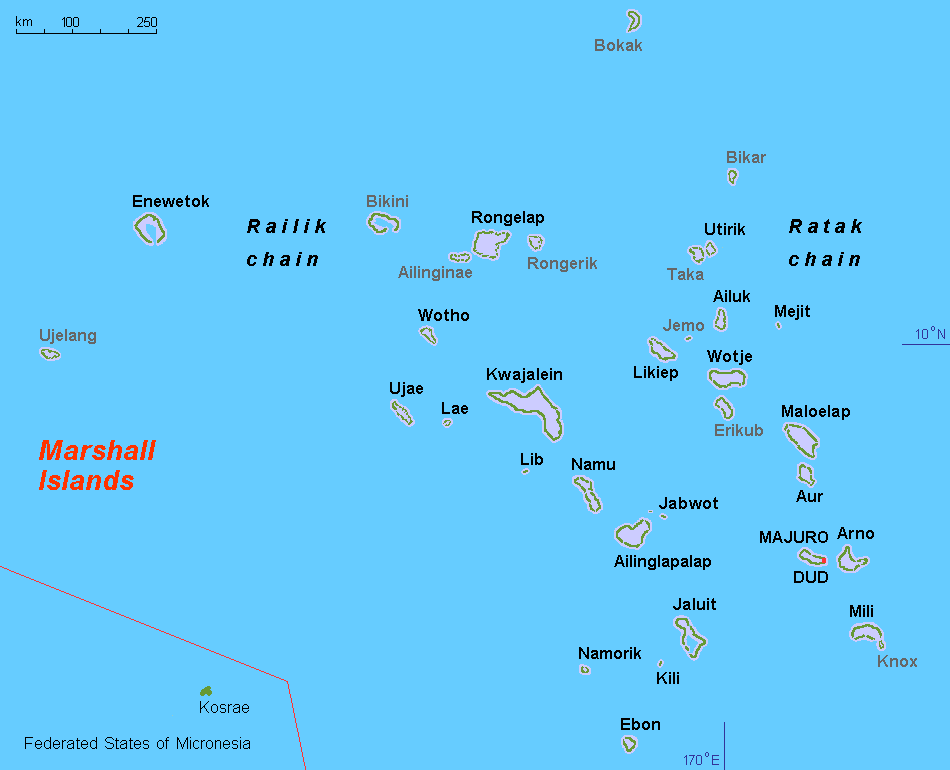
Mapa da Cadeia Ralik

Cadeia Ralik é uma cadeia de ilhas dentro na nação insular das Ilhas Marshall. Ralik significa "pôr-do-sol" na língua marshalesa. Em 1999, a estimativa populacional era de 19 915 habitantes.
Abaixo, a lista de atóis e ilhas isoladas pertencentes à cadeia:
- Atol Ailinginae
- Atol Ainglaplap
- Atol Bikini
- Atol Ebon
- Atol Enewetak
- Atol Jaluit
- Atol Kwajalein
- Atol Lae
- Atol Namdrik
- Atol Namu
- Atol Rongdrik
- Atol Rongelap
- Atol Ujae
- Atol Ujelang
- Atol Wotho
- Ilha Jabat
- Ilha Kili
- Ilha Lib